# Парк Победы (Молодечно)
Парк Победы (бел. Парк Перамогі) — парк в городе Молодечно Минской области Беларуси. Крупнейший парк города. Располагается в центральной части Молодечно рядом с Центральной площадью на территории исторической местности Геленово. Ограничен улицами Великий Гостинец, Машерова, Чкалова и Богдана Хмельницкого. Площадь парка составляет 45 га. Парк является частью водно-зелёного диаметра города.

## История

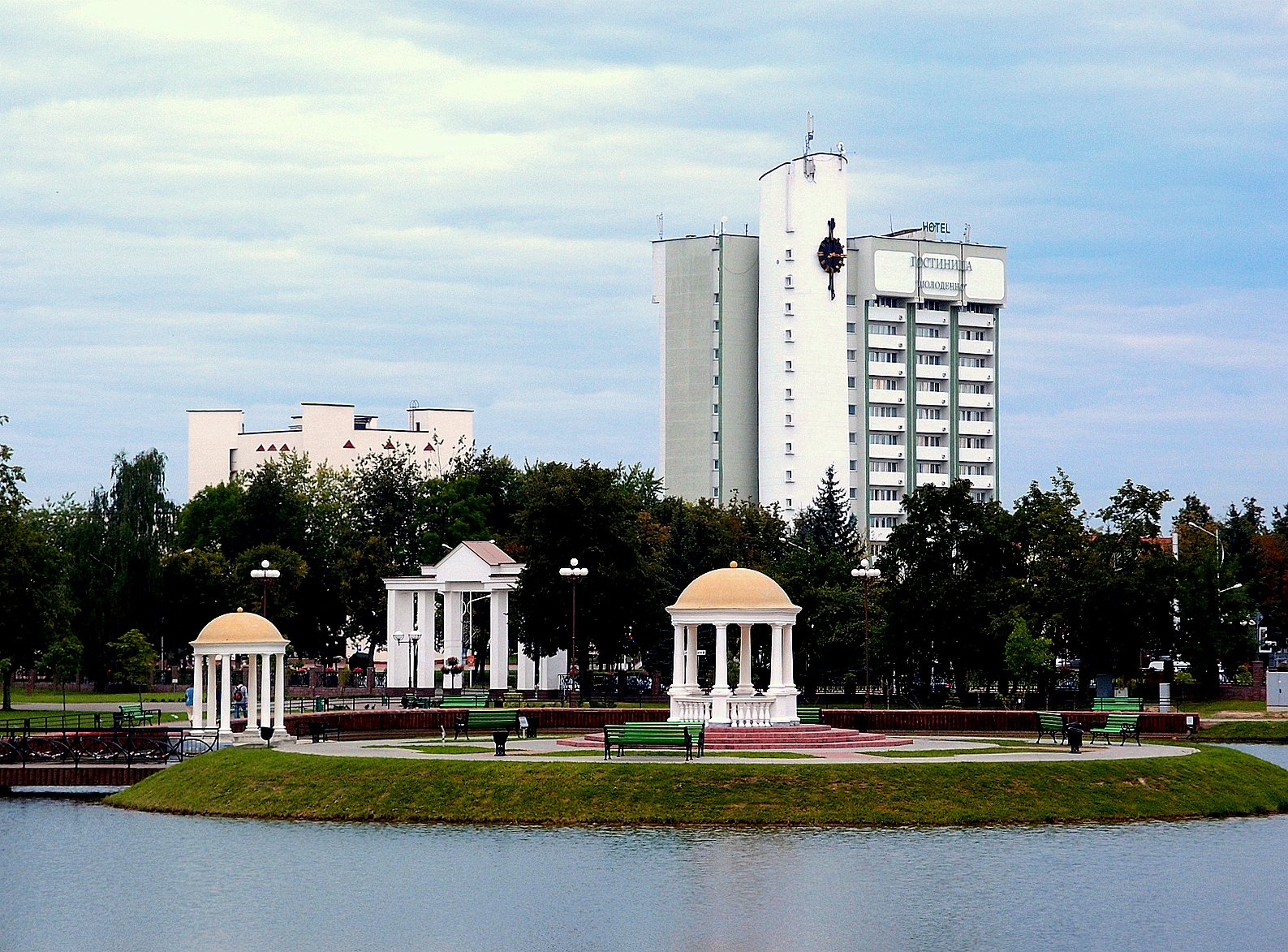
Вид на вход в парк со стороны летнего амфитеатра

Постановлением от 17 октября 1945 года было решено заложить в Молодечно парк и выделить под него территорию в 45 га. Таким образом, парк стал вторым по размеру на всей территории Беларуси, уступая только парку Победы в Минске. Парк заложен в апреле 1946 года в честь Победы над нацистской Германией в Великой Отечественной войне.
В декабре 1982 года в парке Победы открылся мемориальный комплекс в честь освободителей Молодечно от немецко-фашистских захватчиков (скульпторы И. Н. Глебов и А. М. Заспицкий, архитекторы Ю. И. Казаков и Ю. Б. Беланович).
В последующие годы в парке установлен ещё ряд монументов: памятный знак Героям Советского Союза (2010 г.), памятный знак воинам-интернационалистам (2010 г.), мемориальный знак «Мученикам за независимость» (1990 г.), мемориальная доска в память о закладке аллеи в честь 75-летия УВД Минского областного исполнительного комитета (2014 г.).
Парк Победы реконструирован в 2011 году к Республиканскому фестивалю-ярмарке тружеников села «Дожинки», который проводился в Молодечно. В парке появились два искусственных водоёма, фонтаны с цветной подсветкой.

## Современное состояние
В настоящее время парк Победы является местом проведения праздников, ярмарок, народных гуляний, фестивалей и спортивных мероприятий. В парке расположены два кафе, площадка для пляжного волейбола, зона с аттракционами, лыжероллерные трассы, амфитеатр, здание администрации, скейт-парк.